# Winona, Kansas
Winona är en ort i Logan County i Kansas. Vid 2010 års folkräkning hade Winona 162 invånare.